# Fransat
Fransat est un bouquet de télévision par satellite du groupe Eutelsat, créé en juin 2009 et diffusé par le même opérateur satellitaire européen. Le service comprend plusieurs dizaines de chaînes de télévision et de radios, principalement françaises. Depuis l'année 2023, le service est retransmis via le satellite Eutelsat 5 West B.
Son concurrent direct en France est le service TNTSat appartenant au groupe Canal+, lui-même détenu par le groupe Bolloré et diffusé sur les satellites luxembourgeois SES Astra 1.

## Stratégie et concurrence
Le service représente une alternative à la télévision numérique terrestre, reprenant notamment la trentaine de chaînes nationales de la TNT et donnant également accès à des offres payantes optionnelles, telles que Bis TV, beIn Sports ou OCS ainsi qu'à un service de télévision connectée. Son concurrent direct est TNT Sat du groupe Canal+ diffusé via Astra 1.
Une critique émise contre le bouquet est qu'il utilise un accès conditionnel pour limiter son offre aux habitants de France métropolitaine, en accord avec les droits et obligations consenties par les éditeurs de chaînes.

## Historique du bouquet
Avant Fransat, il est possible à partir de la fin des années 1980 de recevoir les chaînes terrestres nationales analogiques diffusées en clair par satellite. Cette diffusion à la norme 625 lignes et en standard couleur SECAM est principalement conçue pour alimenter les émetteurs et les foyers situés dans certaines zones mal couvertes ou pas desservies en télévision analogique terrestre, grâce aux satellites de génération Telecom 1 et Telecom 2,.
Dans plusieurs pays européens, l'arrivée de la technologie numérique au milieu des années 1990 ainsi que le succès de la réception individuelle et collective par satellite permet la création d'offres ou bouquets payants ou en clair. Après l'introduction de la Télévision numérique terrestre en France le 31 mars 2005, les pouvoirs publics souhaitent résoudre une problématique affectant plusieurs millions de téléspectateurs potentiels.
L'article 6 de la loi no 2007-309 du 5 mars 2007, modifiant l'article 96 de la loi no 86-1067 du 30 septembre 1986, prévoit que 100 % de la population du territoire métropolitain doit avoir accès à la télévision numérique par voie terrestre, satellitaire ou via les réseaux câblés. Toutefois, en théorie un maximum de 95 % de la population pourrait alors être couvert par télédiffusion terrestre ; à la fois pour des critères de délais de déploiement et de coût de revient, la technologie satellite est donc la seule permettant de parvenir à satisfaire tous les foyers concernés,.
Devançant une initiative de ses concurrents, le groupe Canal+ lance le 7 juin 2007, l'offre TNT Sat, reprenant les 18 chaînes de la TNT en résolution standard (SD) via les satellites Astra 1 à 19,2° Est,. Cette stratégie lui permet d'exploiter le même type de décodeurs que ceux que cet opérateur de chaînes payante utilise déjà, lui offrant par ce biais, la possibilité de séduire plus facilement de nouveaux abonnés ainsi pré-équipés.
Le 8 avril 2009, l'opérateur français Eutelsat annonce le lancement en juin 2009 de l'offre concurrente Fransat, reprenant les 18 chaînes de la TNT, dont 4 en Haute Définition (TF1, France 2, M6 et Arte), sur le satellite Atlantic Bird 3 (renommé Eutelsat 5 West A en 2012) situé à 5° Ouest. Les signaux sont retransmis à partir du 19 juin 2009 (lancement technique) et la mise en vente des cartes est officiellement lancée le 22 juin 2009. Parallèlement, Eutelsat poursuit la diffusion des six chaînes de télévision historiques en analogique.
Une aide financière de l'État d'au maximum 250 € peut permettre de couvrir les frais d'achat et d'installation de la parabole et de l'équipement Fransat, au moment de la transition numérique.
À partir du 28 octobre 2009, le bouquet reprend la totalité des 24 déclinaisons régionales de France 3, et à partir du 14 décembre 2009, la chaîne NRJ Paris intègre le bouquet.
En 2010, le bouquet accueille plusieurs nouvelles chaînes locales ou thématiques : Normandie TV en mars, Ma Chaîne Étudiante le 7 avril, TéléGrenoble Isère en juin, Mirabelle TV en septembre, Vosges Télévision imagesplus en octobre, Télé Locale Provence en novembre et BFM Business en décembre. Avec plusieurs chaînes locales situées dans les massifs montagneux, FRANSAT cherche à se positionner comme la meilleure alternative satellite à la TNT à la montagne.

## Distribution collective, diffusion en relief 3D et radios
Fin mars 2010, le bouquet lance une solution spécifique destinée à la réception de la TNT en habitat collectif : Fransat Pro. À l'occasion de la coupe du monde de football de 2010 (juin à juillet), le bouquet diffuse pour la première fois la chaîne évènementielle TF1 3D qui retransmet cinq matchs de foot en 3D, dont le match d'ouverture et la finale. Le dispositif sera réactivé le 28 mai 2011, pour la finale de la Ligue des champions de l'UEFA 2010-2011 entre le FC Barcelone et Manchester United.
Le 10 mars 2011, la chaîne de télévision Demain! intègre le bouquet, et le 13 avril, ce sont les six stations nationales de Radio France (France Inter, France Culture, France Musique, FIP, France Info, et Mouv') qui le rejoignent à leur tour.
Le 29 novembre 2011, le satellite AB3 supprime la diffusion des sept chaînes historiques en analogique, au même moment où la dernière région de France, le Languedoc-Roussillon, passe au numérique. Cet événement marque la fin de l'exploitation de la norme de télédiffusion L et du standard couleur historique SECAM.

## Offre HD enrichie et recommandation par le CSA
Le 12 décembre 2012, les six nouvelles chaînes en haute définition de la TNT (HD1, L'Équipe 21, 6ter, Numéro 23, RMC Découverte et Chérie 25) sont reprises sur le bouquet satellite,.
Le bouquet concurrent TNT Sat ne reprenant que quatre des six chaînes et seulement en définition standard, le Conseil supérieur de l'audiovisuel (CSA) décide en février 2013 de ne recommander que FRANSAT comme alternative pour recevoir la TNT gratuite par satellite.

## Offres BeinSport, OCS et thématiques, HbbTV
À partir de janvier 2013, le bouquet payant beIn Sports (beIN Sport 1 et beIN Sport 2) est lancé sur l'offre FRANSAT. En avril, une toute nouvelle chaîne de télévision payante, La Chaîne Théâtres, intègre le bouquet. Le 1er octobre, le bouquet payant Berbère Télévision (Berbère TV, Berbère Music et Berbère Jeunesse) devient à son tour disponible. En décembre, la chaîne Mirabelle TV quitte l'offre tandis que D!ci TV l'intègre. Lors de l'IBC (en) de septembre 2013, un salon international consacré à l'audiovisuel, Fransat présente son nouveau service, Fransat Connect, un portail interactif connecté au format HbbTV.
En septembre 2014, Fransat annonce former la FreeTV Alliance (en) avec les opérateurs satellites Freesat (en) (Royaume-Uni) et Tivù Sat (Italie), rejoints en octobre par HD+ (Allemagne). Leur objectif est de collaborer pour donner aux téléspectateurs le meilleur service possible, par exemple en utilisant des technologies communes qui deviendront des standards,. Le 1er octobre, La Chaîne Théâtres quitte le bouquet. Le 8 décembre 2014, le bouquet lance sa première chaîne en ultra haute définition, Fransat Ultra HD. Il s'agit d'une chaîne de démonstration destinée aux professionnels mais qui permettra de diffuser plus tard des programmes évènementiels, comme le Tournoi de Roland Garros. La chaîne est diffusée dans une définition de 3840 x 2160 pixels, en progressif à 50 images par seconde, avec une profondeur des couleurs de 10 bits.
À partir du 16 décembre 2014, le bouquet payant OCS (OCS Max, OCS City, OCS Choc, OCS Géants) est disponible.
Le 19 mai 2015, trois chaînes passent en haute définition : NT1, TMC et NRJ 12. Le 25 juin, la chaîne locale Grand Lille TV intègre le bouquet. À partir du 1er juillet 2015, la chaîne musicale payante Melody est disponible en option.

## Transition vers le format HD MPEG-4
Le bouquet satellite prévoit de passer au tout MPEG-4 au printemps 2016, en même temps que la TNT. Ce changement de norme doit permettre de passer plus de chaînes en HD.
Depuis le 1er décembre 2015, Fransat diffuse les 25 chaines gratuites de la TNT en HD. Cette diffusion anticipe le passage national à la TNT HD annoncé par le gouvernement et planifié dans la nuit du 4 au 5 avril 2016.
Le 1er mars 2016, le bouquet satellite HD Fransat intègre dans son offre LCI, 26e chaîne gratuite de la TNT conventionnée par le CSA. LCI est diffusée sur la canal 26 au format MPEG-4 mais en SD, une qualité de diffusion inférieure à la HD. Le 5 avril 2016 Fransat devient le premier opérateur de bouquet satellite gratuit à diffuser les 24 chaînes régionales de France 3 en MPEG-4 HD. Le 26 avril 2016, Fransat arrête la diffusion en SD des chaînes gratuites de la TNT, 25 des 26 chaînes de la TNT étaient diffusées en HD. Le 1er septembre 2016, France Info devient la 27e chaîne de la TNT diffusée en définition standard. Simultanément, France Ô perd son signal de diffusion en HD.
Le 11 août 2017, Fransat accueille 4 chaînes SFR Sport (SFR Sport 1, SFR Sport 2, SFR Sport 3 et SFR Sport 5),. Le 29 novembre 2017, Fransat accueille SFR Sport 4K, complétant ainsi l'option SFR Sport, renommé en 2018 RMC Sport.

## Eutelsat 5WB
Le 21 janvier 2020, les chaines TV nationales de la TNT gratuite française sont transférées sur le satellite Eutelsat 5 West B.
Le 4 février 2020, à la suite des problèmes de capacité du nouveau satellite Eutelsat 5 West B, Fransat annonce qu'il est contraint d’abandonner, dès le 6 février 2020, la commercialisation de ses offres optionnelles : Sport (BeIn Sports), Cinéma (OCS), Musique (Melody) et Jeunesse (Canal J, TiJi, Boing, Boomerang et Toonami). Il n'est donc plus possible de s'y abonner depuis cette date. Les personnes déjà abonnés à ces options pourront suivre leurs programmes jusqu'au 31/05/2020 (date de fin de diffusion des chaînes sur le satellite). Au 1er juin 2020, seules les options RMC Sport (SFR) et Bis Télévisions seront disponibles sur Fransat.
Le 6 février 2020, c'est au tour des chaînes TV locales (viàVosges, D!CI TV, France 3 NoA), des chaînes thématiques (KTO, RT France, Label TV et MB Live) et des radios nationales et locales (à l’exception de RCF qui n’est pas transporté par Fransat) d'être basculées sur le satellite Eutelsat 5 West B. Les autres services sont maintenus, pour le moment, sur Eutelsat 5 West A et feront l’objet d’un plan de migration ultérieur sur Eutelsat 5 West B.
Le 23 août 2020, le CSA fait disparaître France Ô à cause du passage à la qualité HD de Franceinfo.
Le 24 juillet 2024, l'Arcom décide de ne pas renouveler les fréquences de C8 et NRJ 12, qui seront remplacés par OFTV et RéelsTV.
À compter du 28 février 2025, les chaînes C8 et NRJ 12 quittent le bouquet Fransat à la suite d'une décision de l'Arcom.

## Offre télévisuelle, radio et services associés
Cette section présente une offre dont le détail peut ne pas être mis à jour régulièrement.

### Introduction
L'offre de Fransat inclut les 27 chaînes de la TNT HD gratuite (reprises de la télévision numérique terrestre), les 24 déclinaisons régionales de France 3, des chaînes thématiques ou locales diffusées sans abonnement et plusieurs radios. L'offre permet également d'accéder à plusieurs chaînes et radios étrangères diffusées en clair sur le même satellite Eutelsat 5 West A. Plusieurs autres options payantes sont également disponibles et compatibles avec un récepteur Fransat.

### FRANSAT Connect
Lors de l'IBC (en) de septembre 2013, salon international consacré à l'audiovisuel, FRANSAT présente son nouveau service, FRANSAT Connect. Ce portail interactif connecté exploite le format HbbTV. Ce service permet d'accéder à un guide des programmes à plus 10 jours et moins 7 jours, d'accéder à la télévision de rattrapage et à la vidéo à la demande (VOD) des différentes chaînes (à condition de disposer de l'équipement compatible), d'écouter les webradio et d'obtenir des informations diverses (météo, info-trafic). Une application permet de contrôler cet environnement depuis les smartphones et tablettes, compatible Android et iOS.

## Équipement et coût
(décembre 2017).
L'offre Fransat nécessite :
- une antenne parabolique d'au moins 60 cm pour le territoire métropolitain français ou une antenne satellite plate de performance similaire, orientée vers le satellite Eutelsat 5 West A (ex-Atlantic Bird 3) à 5° Ouest ;
- un récepteur satellite numérique de norme DVB-S2 MPEG-4 équipé du contrôle d'accès Orca/Viaccess obligatoirement labellisé FRANSAT, simple ou connecté;

- - une carte à puce de contrôle d'accès Viaccess siglée FRANSAT de dernière génération. Jusqu'à Avril 2019, la carte est valable sans limite de durée ; dans la pratique, les droits sont renouvelés anuellement. Victime d'un certain piratage et après l'échec de contre-mesures, Fransat introduit en avril 2019, une opération de remplacement des cartes d'accès Fransat de génération Viaccess PC5.0 ; à partir d'avril 2019, les cartes sont valables 4 années pour des raisons techniques et de sécurité des droits d’accès[53]. Dès lors, il faut acheter une nouvelle carte, au prix de 15 euros, expédition comprise[54]. La nouvelle carte permet de décoder les signaux satellite de Fransat et de s'assurer que seuls les résidents français de métropole et de Corse peuvent accéder au bouquet, du fait de l'adresse postale du client demandeur.

Le prix de l'ensemple récepteur + carte se situe généralement entre 49 € et 280 € selon la marque, le modèle de l'appareil et ses fonctionnalités, double tuner démodulateur, telles que disque dur intégré, connexion internet, 3D...

### Module CAM
(décembre 2017).

#### Équipement HiFi, vidéo et Cinéma à domicile
Une cartouche module CAM CI+ Fransat à insérer dans chaque téléviseur peut être utilisée à la place du récepteur satellite Fransat conventionnel à condition qu'une antenne satellite soit raccordée au téléviseur spécifiquement équipé pour la réception des signaux DVB-S et DVB-S2.
En avril 2012, Samsung annonce rendre compatible sa nouvelle série de téléviseurs 2012 avec le module construit par Neotion pour FRANSAT. En septembre 2013, Aston lance un module CAM à la nouvelle norme CI+ 1.3, et en septembre 2014, Neotion annonce à son tour un module CAM CI+ 1.3 permettant de décoder les flux ultra haute définition codés en H.265/HEVC.

## Nombre de récepteurs Fransat commercialisés
Fin 2010, le bouquet compte 800 000 récepteurs Fransat individuels commercialisés et un parc d'équipements collectifs permettant de desservir 200 000 logements.
Fin 2011, après l'arrêt de la diffusion de la télévision analogique en France, 1 200 000 terminaux FRANSAT sont en fonction et 400 000 logements bénéficient des équipements collectifs.
Fin 2016, après le passage au tout HD de la TNT, Fransat communique sur 1 600 000 terminaux HD en fonction, auxquels s'ajoutent 500 000 logements en équipement collectif.
À cette période, le parc de récepteurs compatibles Fransat Connect (récepteurs et modules CI+) est alors estimé à 400 000.
Mi-2019, Fransat est reçu par 2 millions d’utilisateurs qui captent ce bouquet en résidence principale, secondaire ou mobile (comme les campings cars) et FRANSAT PRO en résidences collectives, en France métropolitaine.

## Fransat en collectif
Fin mars 2010, le bouquet lance une solution spécifique destinée à la réception de la TNT en habitat collectif : FRANSAT Pro. L'offre de chaînes et services est la même que celle de FRANSAT pour les habitats individuels.
Pour les immeubles de petite ou moyenne taille (moins de 30 logements), le signal satellite est récupéré par une antenne collective et distribué directement dans les appartements par Bande intermédiaire satellite (BIS) simplifiée. Chaque occupant s'équipe alors d'un récepteur satellite FRANSAT.
Pour les immeubles de grande taille (plus de 30 logements) ou les collectivités telles que les hôpitaux ou les maisons de retraite, FRANSAT installe une station en tête de réseau pour convertir les signaux satellites cryptés (QPSK) dans le format de diffusion terrestre en clair (COFDM). Il est ensuite possible de recevoir le bouquet avec n'importe quel téléviseur comme s'il s'agissait de la TNT « classique »,.

## Critiques et inconvénients de l'offre
Fransat ne diffuse pas les chaînes et programmes en clair (non cryptés) pour des motifs de droits de diffusion limités au territoire national mais exploite une carte à microprocesseur avec contrôle d'accès pour s'assurer que seuls les résidents français puissent accéder à l'offre. La restriction géographique du service, exigée par les ayants droit (studios de cinéma, producteurs, distributeurs vidéo...) s'apparente aux restrictions des plateformes de vidéo comme Netflix, Salto ou Disney+ diffusant sur Internet. Dans les faits, de nombreux récepteurs compatibles avec le contrôle d'accès utilisé par Fransat (Orca/Viaccess) sont commercialisés à l'étranger, notamment dans les zones frontalières (Belgique, Suisse, Italie, Espagne) ou dans les pays du Maghreb (Algérie, Maroc, Tunisie), mais une carte officielle Fransat doit alors obligatoirement être exploitée.